# Branko Grünbaum
Pour les articles homonymes, voir Grünbaum.
Branko Grünbaum est un mathématicien israélien né le 12 octobre 1929 à Osijek (Croatie, royaume de Yougoslavie) et mort le 14 septembre 2018 à Seattle (État de Washington, États-Unis), spécialiste de géométrie discrète.

## Biographie
Branko Grünbaum commence en 1948 ses études à Zagreb et émigre l'année suivante en Israël. Il soutient en 1957 un Ph.D. à l'université hébraïque de Jérusalem, sous la direction d'Aryeh Dvoretzky, puis passe deux ans à l'Institute for Advanced Study. Il a en 1961 un poste à l'université hébraïque, est en 1965 professeur invité à l'université du Michigan puis, à partir de 1966, professeur à l'université de Washington à Seattle, où il est professeur émérite.
Branko Grünbaum a écrit plus de 200 articles, pour la plupart en géométrie discrète, un domaine dans lequel il est particulièrement connu pour divers théorèmes de classification (en) méticuleux. Il joue un rôle de pionnier dans la théorie des polyèdres abstraits. Son nombre d'Erdős est 1.
Son article sur les arrangements de droites (en) a peut-être inspiré[réf. nécessaire] un article de De Bruijn sur les pavages apériodiques (dont le plus connu est le pavage de Penrose du plan). Cet article est aussi cité par les auteurs d'un ouvrage sur les arrangements d'hyperplans (en) comme ayant inspiré leur recherche. Grünbaum a également conçu une généralisation multiensemble des diagrammes de Venn. Il est coéditeur et contributeur fréquent du journal Geombinatorics (en).
En 2004, Gil Kalai et Victor Klee éditent en son honneur un numéro hors-série de Discrete and Computational Geometry, le Grünbaum Festschrift.

## Sélection de publications
- (en) avec Volker Kaibel, Victor Klee et Günter M. Ziegler, Convex Polytopes, New York, Springer, coll. « GTM » (no 221), 2003, 2e éd. (1re éd. 1967), 466 p. (ISBN 0-387-00424-6, lire en ligne)Principal manuel sur ce sujet. Grünbaum a reçu un prix Steele pour cet ouvrage de vulgarisation[6].
- (en) avec G. C. Shephard (en), Tilings and Patterns, New York, W. H. Freeman, 1987 (ISBN 0-7167-1193-1)A contribué à régénérer l'intérêt pour ce domaine classique et est apprécié à la fois par un public de non mathématiciens et par les spécialistes.
- (en) avec G. C. Shephard, « Tilings with congruent tiles », Bull. Amer. Math. Soc, vol. 3,‎ 1980, p. 951-973 (lire en ligne)
- (en) « What Symmetry Groups Are Present in the Alhambra? », Notices Amer. Math. Soc., vol. 53, no 6,‎ 2006, p. 670-673 (lire en ligne)
- (en) Configurations of Points and Lines, Providence, R.I., AMS, coll. « GSM » (no 103), 2009, 399 p. (ISBN 978-0-8218-4308-6, lire en ligne)